# Acton Turville
Acton Turville är en ort och civil parish i Storbritannien.   Den ligger i kommunen South Gloucestershire och riksdelen England, i den södra delen av landet, 150 km väster om huvudstaden London. Acton Turville ligger 129 meter över havet och antalet invånare är 370.
Terrängen runt Acton Turville är platt. Runt Acton Turville är det ganska tätbefolkat, med 172 invånare per kvadratkilometer. Närmaste större samhälle är Bath, 17,7 km söder om Acton Turville. Trakten runt Acton Turville består till största delen av jordbruksmark.